# 生成艺术

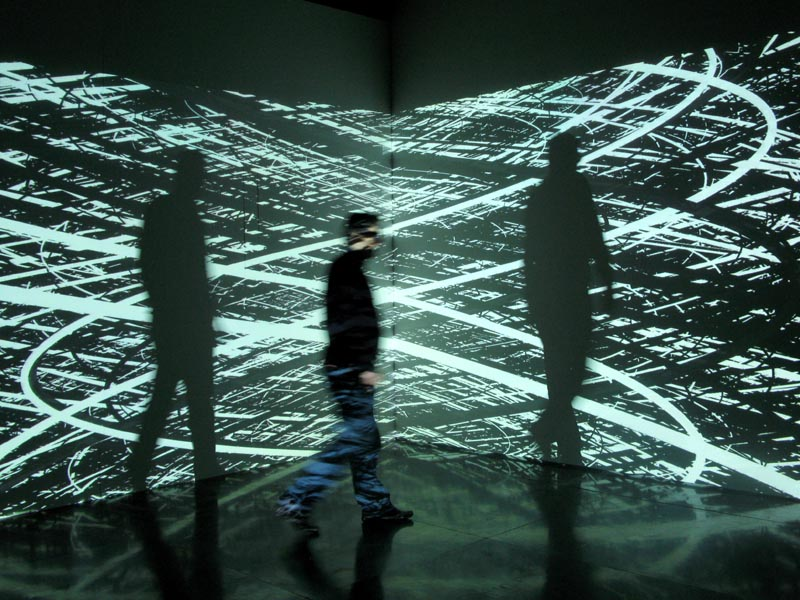
2008年由Pascal Dombis製作的Irrational Geometrics

生成艺术（英語：generative art）指的是全部或部分使用自主系统创作的艺术品。其中，自主系统通常指的是是非人类的，可以独立决定艺术作品的特征，无需艺术家直接进行决策。在某些情况下，人类创作者可能声称生成系统代表了他们自己的艺术思想，而在其他情况下，系统则扮演了创作者的角色。